# Les peuples décident
Ne doit pas être confondu avec Peuple déicide.
Les peuples décident (en espagnol : Los pueblos deciden) est une coalition électorale espagnole de partis indépendantistes.
Cette coalition est formée de partis de la gauche indépendantiste et nationaliste du Pays basque, de la Navarre, de la Galice, de l'Aragon, des Asturies et des Canaries. La tête de liste est Josu Juaristi d'EH Bildu, suivie d'Ana Miranda (BNG). L'écrivain Suso de Toro fait également partie des personnalités présentées.

## Composition
- Pays basque et  Navarre : Réunir le Pays basque : (EH Bildu)
- Galice : Bloc nationaliste galicien : (BNG)
- Asturies : Andecha Astur (AA)
- Îles Canaries : Unidad del Pueblo
- Îles Canaries : Alternativa Nacionalista Canaria
- Aragon : Puyalón de Cuchas

## Résultats
La coalition remporte 2 % des voix lors des élections européennes de 2014 et un siège au Parlement européen.
Dans les communautés concernées par cette candidature, la liste a réalisé les résultats suivant :
- Pays basque : 23,36 %, 2e position
- Navarre : 20,21 %, 2e
- Galice : 7,88 %, 5e position
- Canaries : 0,60 %
- Asturies : 0,37 %
- Aragon : 0,37 %